# Feijoada

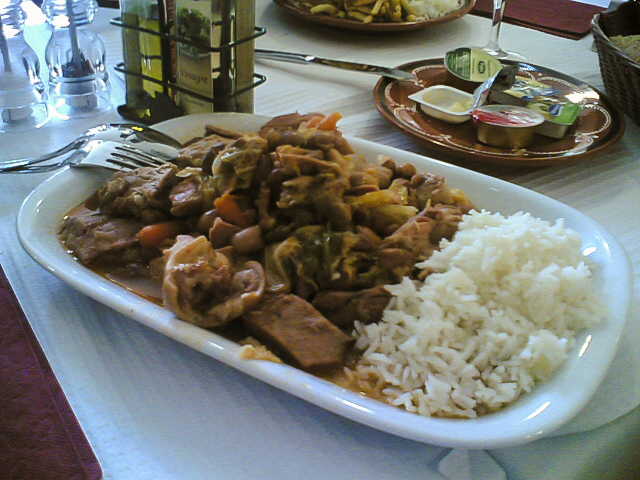
Feijoada à transmontana (nord du Portugal).

La feijoada est un plat très populaire au Brésil, Angola, Mozambique, Cap-Vert, Guinée-Bissau, Timor oriental, Macau et au Portugal, à base de haricots (feijão) et généralement de viande de porc. Originaire du Portugal, elle consiste en un ragoût de haricots blancs, marrons ou noirs, normalement servi avec de la viande et du riz blanc. La feijoada est souvent servie le samedi au restaurant, elle est l'occasion de réunions familiales et de rassemblements d'amis. D'un coût peu élevé, elle est appréciée par toutes les classes sociales.

## Histoire
L'idée d'un ragoût de viande (porc) et de légumineuses remonte à la cuisine romaine antique. Le plat s'est répandu avec l'Empire romain et a donné naissance à des plats tels que le cassoulet français, le cassoeula milanais, le fasole cu cârnați roumain, la fabada asturiana du nord-ouest de l'Espagne, le cocido madrileño et l'olla podrida espagnols, et la feijoada de la province de Minho au nord du Portugal.
Les haricots noirs ont été domestiqués par les peuples autochtones des Amériques. Bon marché et faciles à cultiver, ils sont devenus un aliment de base chez les colons européens au Brésil. Les classes supérieures et les pauvres mangeaient des haricots noirs, mais les classes supérieures les appréciaient particulièrement avec un assortiment de viande et de légumes, comme la feijoada. En revanche, les pauvres et les esclaves mangeaient généralement un mélange de haricots noirs et de farine de manioc.

## Recette

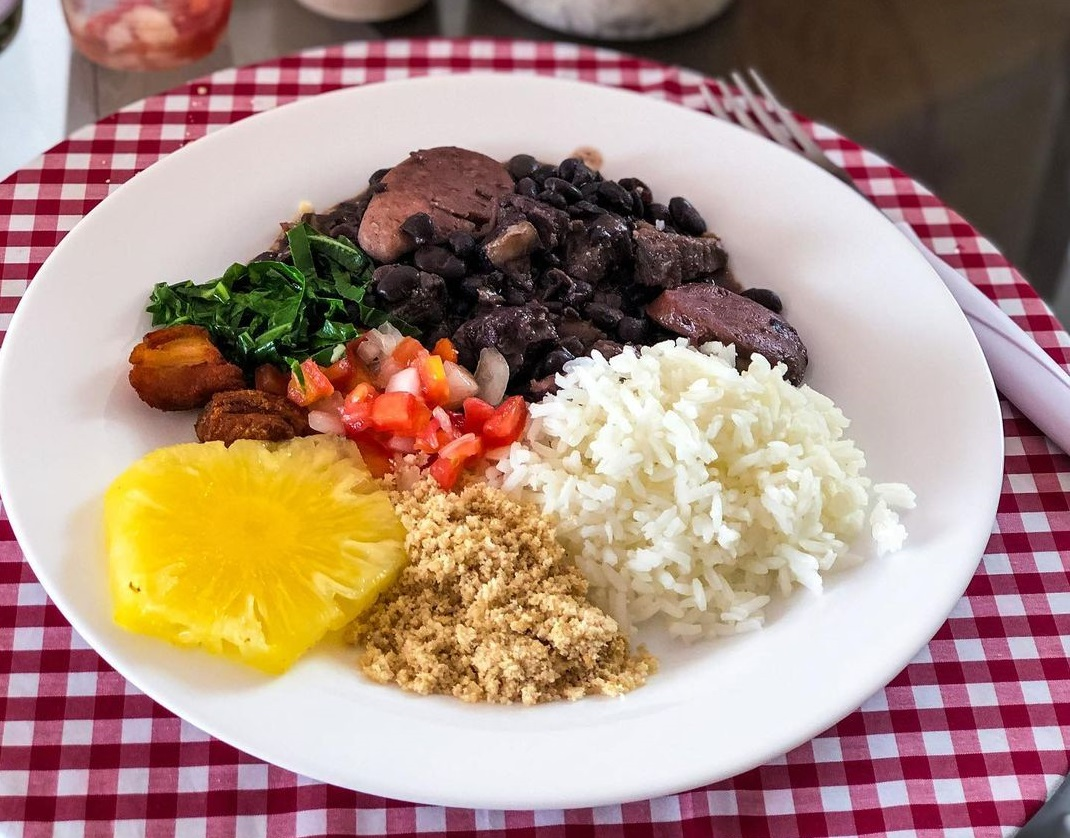
Feijoada à brasileira (sud du Brésil).

Il existe plusieurs versions de ce plat, la version brésilienne et la version portugaise (dont la Transmontana par exemple). 
Au Portugal, le plat se prépare avec une base de haricots rouges ou blanc alors qu'au Brésil, on utilisera des haricots noirs.

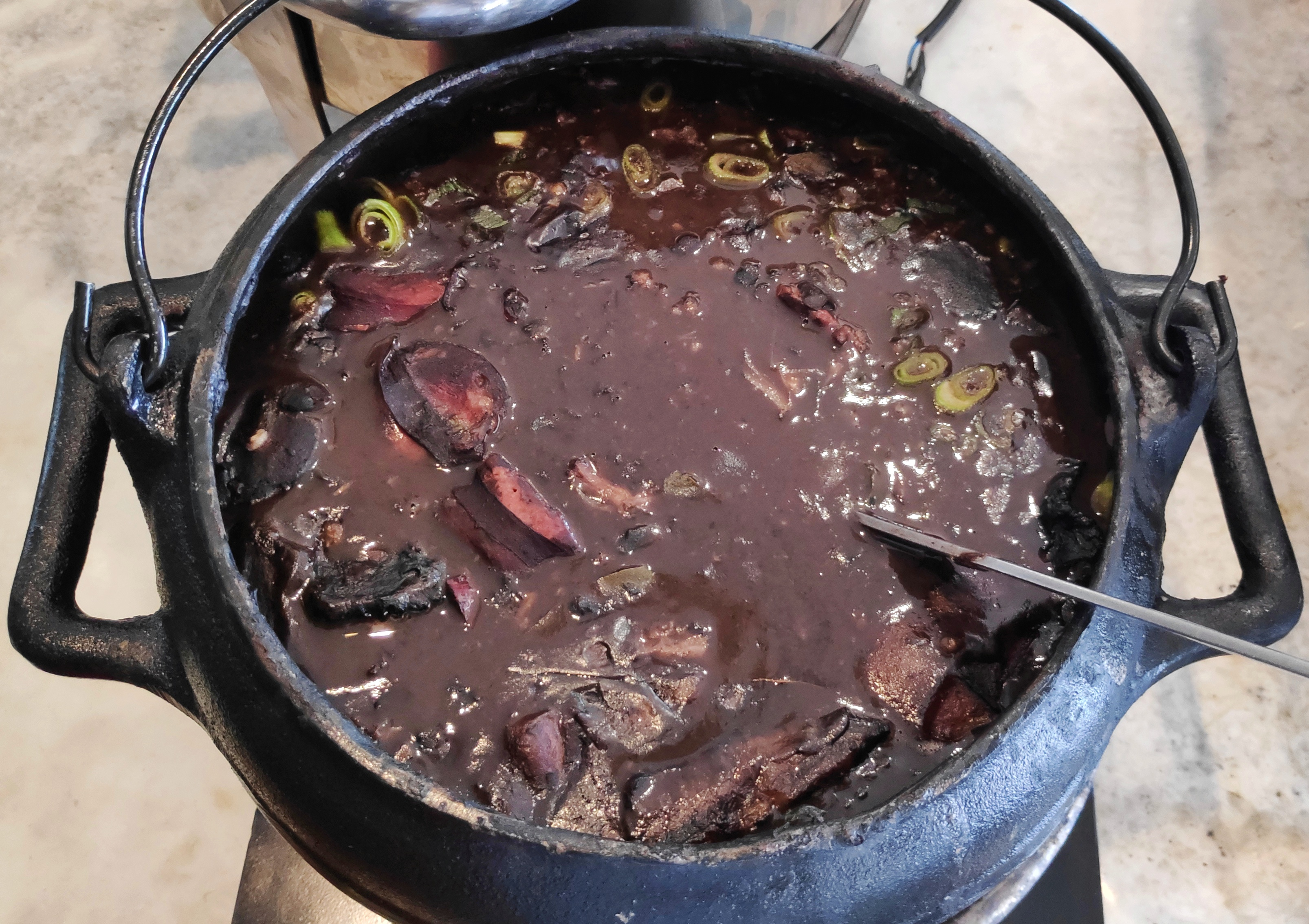
Feijoada à brasileira.

La première feijoada brésilienne date du 2 mars 1827 et a été publiée dans un journal, le Diario de Pernambuco, dans la ville de Recife, informant que dans la Locanda da Aguia de Ouro, dans la Rue Das Cruzes, tous les jeudis serait servie une excellente feijoada brésilienne complète à prix très abordable (« excelente feijoada à brasileira tudo por preço cômodo »).
La viande salée, la viande séchée, les saucisses ainsi que les diverses parties du porc (queue, oreilles, peau, pattes, os…) sont cuites ensemble. Les haricots mijotent à part. Puis le tout est mélangé dans un bouillon avec des herbes afin qu'une évolution de saveurs s'effectue. La viande et les haricots sont ensuite séparés (ou non) à nouveau avant d'être servis.
La feijoada brésilienne est traditionnellement servie accompagnée de riz, de farofa (farine de manioc torréfiée), de couve à mineira (du chou vert coupé en julienne et revenu dans le beurre), de torresmo, des frites de manioc et de fines tranches d'oranges, apportant un goût acidulé et aigre-doux. Le riz blanc, les haricots (noirs, dans le sud du Brésil) et la viande sont servis séparément et mélangés dans l'assiette. La caïpirinha, cocktail à base de cachaça, de citron vert et de sucre de canne, est servie pendant le repas.

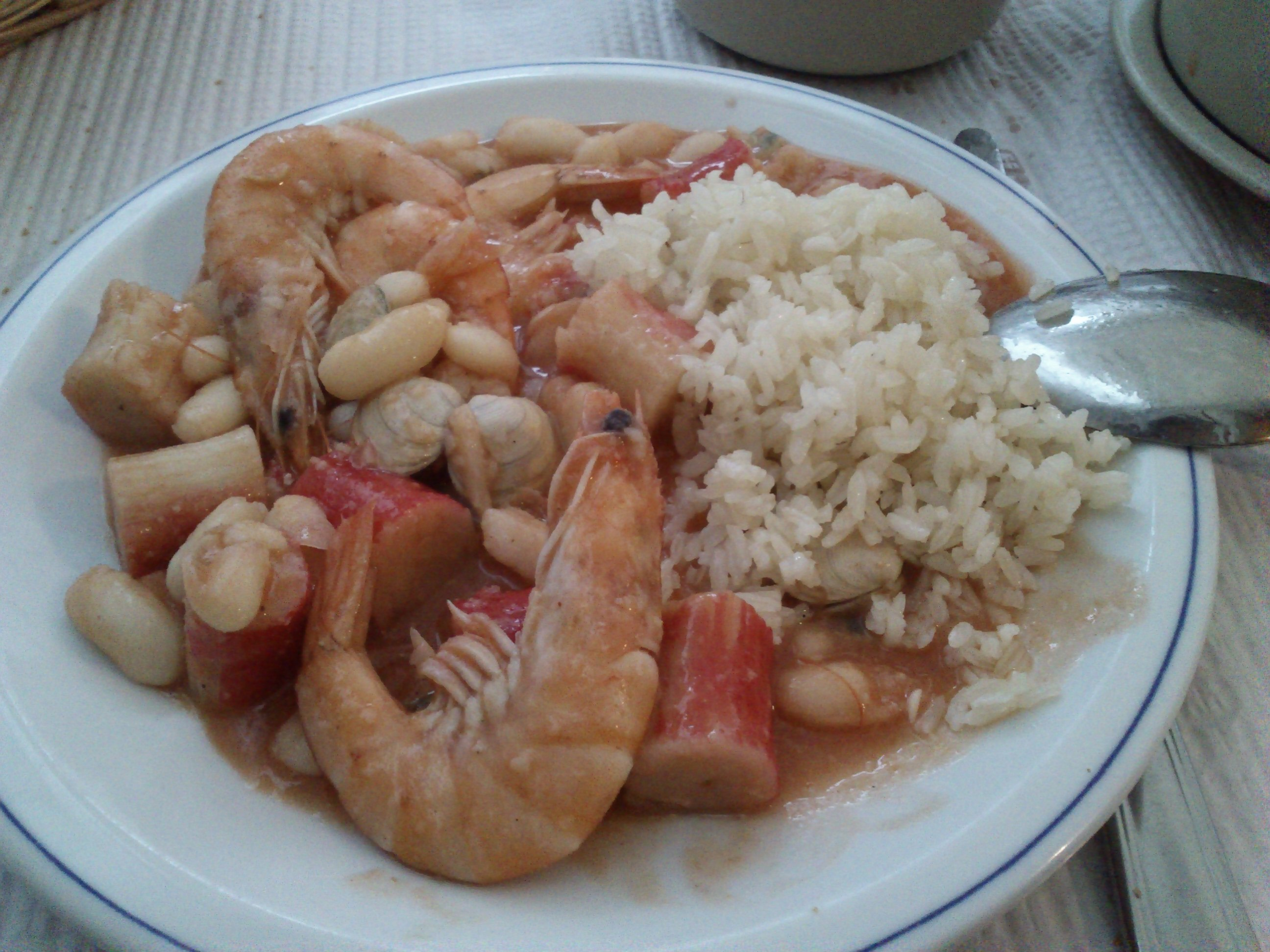
Feijoada de marisco (Algarve).

Au Portugal, et particulièrement en Algarve, on prépare la feijoada de marisco, où la viande de porc est remplacée par du poisson et des crustacés (marisco signifie « fruits de mer »), un peu comme le cassoulet de la mer ou le cassoulet de morue en France.